# Makedonska Kamenica
Makedonska Kamenica (in macedone Македонска Каменица?) è un comune nella parte nord-orientale della Macedonia del Nord. La sede comunale è nella località omonima
Il comune confina a nord con Kriva Palanka, a est con la Bulgaria e Delčevo, ad ovest con Kočani e ad est con Vinica.

## Società

### Evoluzione demografica
Secondo il censimento nazionale del 2002 questo municipio ha 8.110 abitanti. I principali gruppi etnici includono:
- Macedoni – 8.061 (99,3%)
- Serbi – 28 (0,3)
- Rrom – 15 (0,1)
- Altri – 17 (0,2)

## Località
Il comune è formato dall'insieme delle seguenti località:
- Dulica
- Kosevica
- Kostin
- Lukovica
- Gabar
- Sasa
- Todorovci
- Cera
- Makedonska Kamenica (sede municipio)